# Annett Neumann
Annett Neumann (Lauchhammer, 31 januari 1970) is een wielrenner uit Duitsland.
Op de Olympische Zomerspelen van 1992 in Barcelona behaalde Neumann een zilveren medaille op het onderdeel baansprint. Vier jaar later, op de Olympische Zomerspelen van 1996 in Atlanta behaalde ze de vier plaats op dat onderdeel.
In 1996, op de Wereldkampioenschappen baanwielrennen op het onderdeel tijdrijden behaalde Neumann de zilveren medaille.